# 蒋介石主义

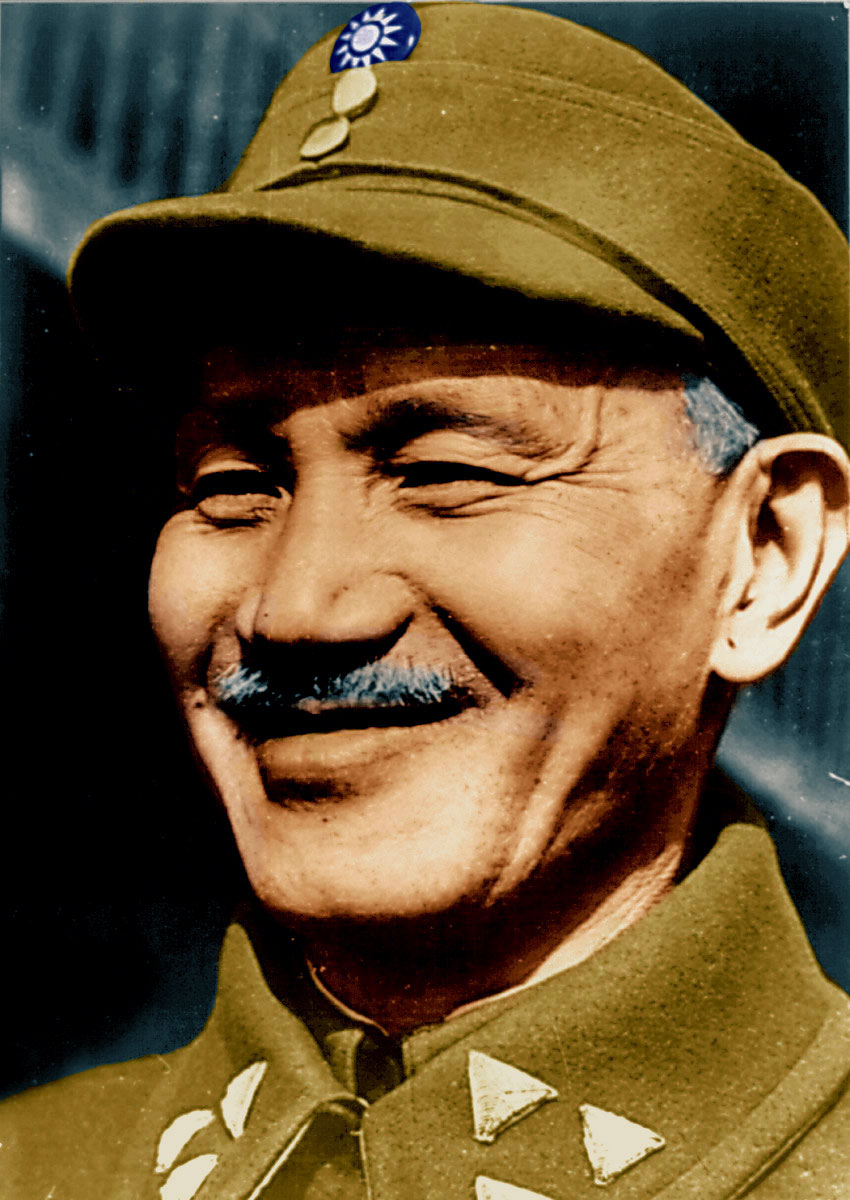
蒋介石

蒋介石主义（Chiangism），又称蒋介石的學說、蔣介石政治哲學、蔣介石思想或蒋主义，是蔣中正（字介石）奉行的一种右翼民族主义意识形态，主要基于儒学和三民主义，并被应用于新生活运动與中華文化復興運動。蒋介石主义是许多意识形态的混合体，包括革命民族主义、三民主义、社会主义（直到1955年）、军国主义、儒家、基督新教循道宗、宪政主义、法西斯主义、威权资本主义（从1955年开始）和保守主义等。
学者们对法西斯主义对蒋介石意识形态影响的程度有不同的看法。在中国抗日战争、内乱和国共内战期间，蒋介石政府實施發展性獨裁使用了非常時期的特殊法律落實黨國資本主義的威權統治。

## 歷史

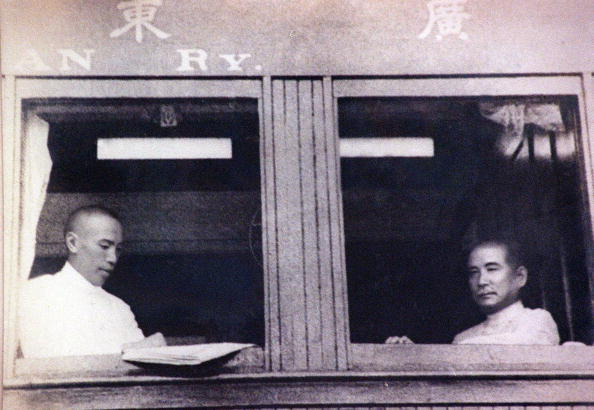
蒋介石與孫中山攝於1923年

中國國民黨的社會主義思想是對這一哲學產生重大影響的意識形態之一。在國民黨聯俄容共時期，蔣介石被譽為世界上最偉大的社會主義領導人之一，其肖像曾與卡爾·馬克思、弗拉基米爾·列寧、約瑟夫·斯大林以及其他社會主義和共產主義領導人的肖像並列 。蔣介石在孫中山逝世後旋即與中國共產黨發生路線衝突並以武力清黨，在中國兩次的國共內戰中成為中共的敵人，蔣試圖對抗進而消滅由其對手毛澤東以及毛自馬列主義中衍生的思想「毛主義」所發起的全國性叛亂。
最初孫中山所提出的三民主義思想深受亨利·喬治、亞伯拉罕·林肯、羅素和密爾等西方啟蒙理論家的影響。反之，蔣介石更推崇傳統儒家思想，尤其是陽明學。蔣反對個人主義、自由主義和馬克思主義文化方面的西方進步意識形態。因此，蔣在思想意識上總體比孫中山在文化和社會等各方面皆更趨保守。
蔣介石領導下的國民黨政府譴責封建主義是反革命，並自稱為革命者。他指責其他民國軍閥是封建主義者。儘管蔣主義是保守的意識形態，其也支持並落實現代化政策，如婦女權利、科學進步和普及教育。

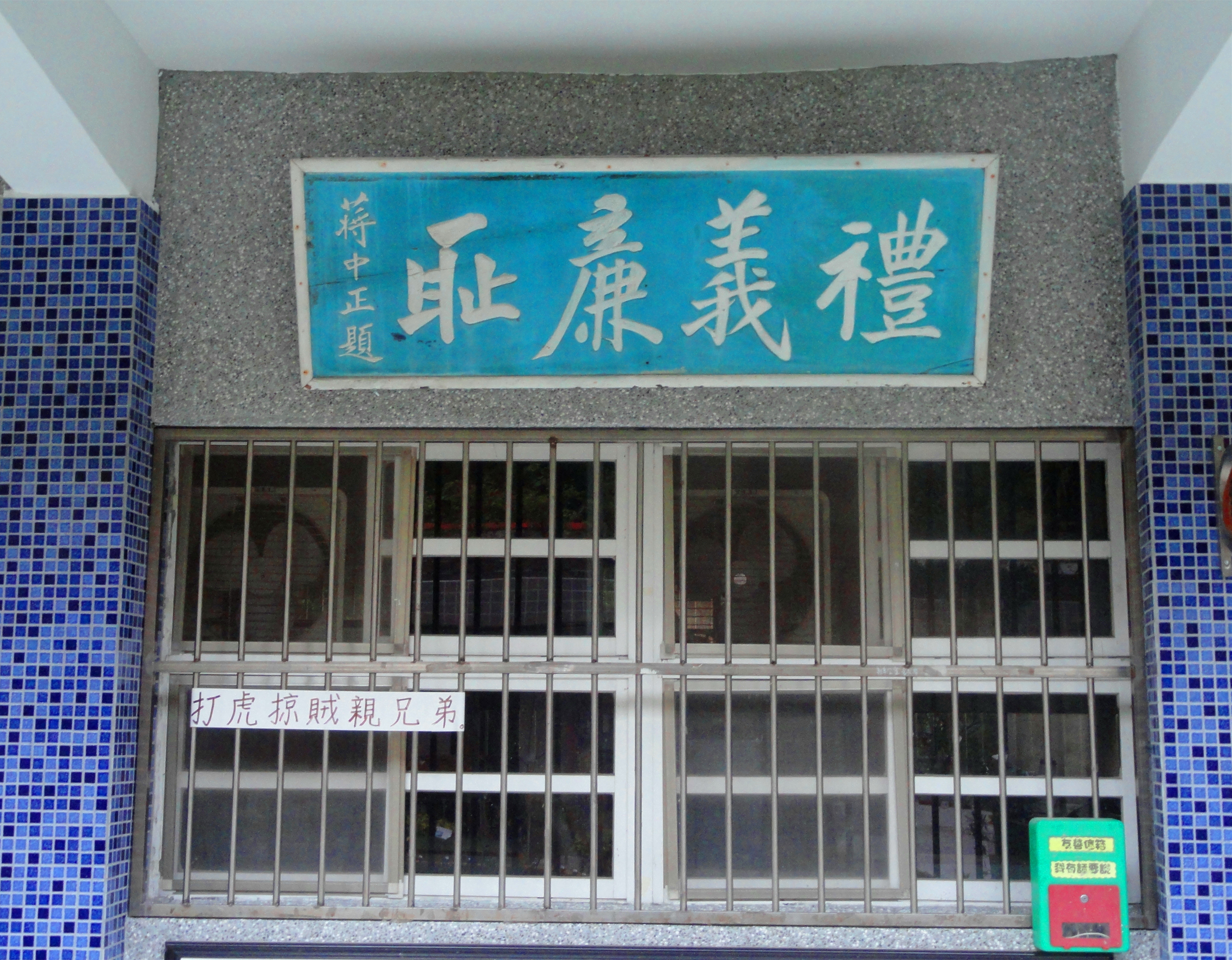
蔣推動新生活運動強調四維八德的概念，於各處國民小學穿堂皆有懸掛其親書的「四維」匾。

國民黨和國民政府支持婦女的選舉權和教育，廢除傳統一夫多妻制和纏足。蔣介石領導的民國政府也制定了國會女性配額，為女性保留議席。在南京十年期間，普通中國公民接受了他們從未有過的機會獲得了基礎教育，這些教育政策的推行提高了中國的識字率。國民教育還提倡民主、共和、科學、憲政和以訓政為基礎的中國民族主義融匯的三民主義思想。
在中国大陆，蒋主义的影响力因共产党的镇压反革命运动而大大减弱。在臺灣，張智琦認為在兩岸維持分治的局面下，反共意識不但在解嚴後未消失，甚至很大程度被民進黨繼承了下來，並在民間持續發酵。

## 學說

### 中國民族主義和反帝國主義
孫中山總理的中國國民黨是中國民族主義的革命政黨，曾獲得蘇聯的支持，為在蘇聯顧問的協助下根據列寧主義改組而成的列寧式政黨。
蔣介石成為國民黨領袖後警告蘇聯和其他國家不得再干涉中國事務。他對於以蘇聯、英國等列強為首的國家對待中國的態度感到不滿。蔣的新生活運動致力於提升國民素質，為結束西方列強在中國的影響力而努力。中國國民黨中央俱樂部的領袖陳立夫曾說：“共產主義起源於侵占我國的蘇維埃帝國主義”。還有人隱喻指出，“北極熊以凶暴殘忍著稱”。
蔣還堅決反對帝國主義和殖民主義，因他反對小羅斯福提出由中國奪取印度支那的想法，並辯稱中國無意用自己的帝國主義取代西方的帝國主義。他還將包括美國、蘇聯和日本帝國在內的外國列強視為想要剝削中國的帝國主義列強。

### 威權資本主義和政府統治
中華民國政府遷台後，延續國家指導資本的發展模式。
陶涵指出，臺灣的蔣主義發展模式仍有社會主義的成分，台灣的吉尼係數在1970年代約為0.28，低於相對平等的西德，臺灣是親西方集團中最平等的國家之一。與日本統治時期相比，收入較低的40%群體的收入份額翻了一倍，達到總收入的22%，而收入較高的20%群體則從61%縮減至39%。蔣的經濟模式可以被看作是官僚資本主義的一種形式，國家在指導市場經濟方面發揮著至關重要的作用。在這種經濟模式下，臺灣的中小企業蓬勃發展，與大多數其他主要資本主義國家不同，它沒有大企業壟斷的情況出現。
隨著臺灣民主化後，新自由主義背景下的經濟全球化進程使臺灣開始慢慢偏離蔣的經濟政策，轉而擁抱更加自由的市場體系。

### 反共產主義和法西斯主義争议
蔣介石早年也曾留學日本，故軍事等思想亦頗受日本和德國影響，而日本軍事成功離不開學習德國，故蔣介石嘗試效法德國和法西斯主義的強軍手段，來改變中國積弱，如俗稱藍衣社的三民主義力行社是中國國民黨內部組織，由前身中華民族復興社（復興社）而來，以黃埔軍校畢業軍官為核心，受德國褐衫軍和義大利黑衫軍的啟發，同時亦受當年蘇聯指導影響，故組織結構其實融合了蘇聯和德國風格，強調「一個主義、一個政黨、一個領袖」以擁護蔣中正的個人崇拜，進而建立蔣「在全國人心目中的至高權威和信仰中心」為目標。他們受國民黨與納粹德國的在華軍事顧問團合作影響，主張菁英政治，反對自由民主制，認為民主不適合當時的中國，在1930年代，對國民政府的政經和社會產生作用，並啟蒙新生活運動。
新生活運動是由蔣介石在儒家思想下發起的。這是1930年代中華民國政府主導的公民運動，旨在推動文化改革和新儒家社會道德，並在對現狀的意識形態挑戰出現後，最終將中國統一在中央集權的意識形態下。該運動本身以儒家思想為藍本，混合了與法西斯主義有一些相似之處的基督教、民族主義和威權主義， 因此，它反對個人主義和自由主義。國民黨作為反共運動的一部分，於1934年2月19日正式發起這項運動，並很快擴大至影響整個中國。
一些歷史學家認為這場運動是對納粹主義的模仿，並認為這場運動是一種新民族主義運動，用來提升蔣介石對日常生活的控制。魏斐德認為新生活運動是“儒家法西斯主義”， 然而，蔣介石一再譴責敵對國家如大日本帝國等為法西斯主義和極端軍國主義。由於德國未能在中日之間尋求緩和，中德關係也迅速惡化，導致第二次中日戰爭爆發。中國後來向軸心國包括德國、意大利和日本在內的所有法西斯國家宣戰，於第二次世界大戰期間加入同盟國陣營。
歷史學家陶涵，認為蔣介石钟情德国的成就，不等于认同或支持纳粹主义。:117蒋强调中国的民族精神是“忠、孝、仁、爱、信、义、和、平、礼、义、廉、耻”，这些并不是希特勒、墨索里尼和日本法西斯，甚至中国共产党所想要的精神美德。:119蒋不是一个极权主义的独裁者，他必须忍受报界和政治对手不断的批评。:119蓝衣社也被报界公开谴责，不当行为也被揭发。:119蒋最初对蓝衣社的热衷，其实反映出他对国民党的贪渎、派系斗争的失望。:119起初，他希望在蓝衣社找到忠实、理想的追随者。:119蒋直到1932年1月才知道蓝衣社的存在，接连好几个月他拔擢其青年成员为助手。:119但是到了7月，他已经在抱怨蓝衣社的“不成熟”，到了1934年，他“对这个组织彻底失望”:119
林語堂也曾替國民政府做过辯護，他認為政府對在重慶的外國記者所實施的新聞檢查，並不比美國政府對外国记者所實施的新聞檢查來得嚴重。因為現在是在戰爭當中，因恐這種批評美國的報導被敵國攔截而當作宣傳之用，有些事情是没辦法的。林语堂还指出，國民政府是家長式的，而非法西斯主義的。國民政府急切於引導人民的思想與行動，但並没有到對思想嚴格管制的程度，也不曾進行武力及恐怖統治。家長式政權統治底下人民的反應，是惱怒或者會心一笑；而極權統治下人民的反應，是耳語、暗自恐懼、驚嚇屈從，以及全民對政府歌功頌德。家長制政體還有救，極權政體則無藥可醫。想见真正的極權主義，则必须去延安。林语堂说，抗戰中若無强而有力的國民政府，而是如法國般較民主的鬆散政府，中国的作战能力可能早已因國内分裂而瓦解。
蒋介石本人，曾在1932年7月对记者说：“今日中国革命之所以失败者，即背叛总理之反革命分子，毁坏中国国民党固有之组织与方式所致也。吾人既不不能恢复其固有惟一革命之组织，而又仿效意大利之所谓法西斯蒂的组织，来强行之于中国，是何异于共产党欲以中国为共产化。”蒋认为三民主义才是最佳的意识形态，要求其部属“在思想上，言左，不能学共产党；言右，不能学法西斯蒂。”据邓元忠回忆，“很多力行社成员，包括蒋中正在内，对法西斯制度曾有过浓厚兴趣。……但这种兴趣自三十四年（1935年）起已开始减退。蒋中正在那些年对有关法西斯资料常批‘不值一看’字样。”:164

### 反資本主義和革命民族主義
雖然蔣介石反共，但多是基於儒家精神，而非資本主義，這與美國𣎴盡相同，故對資本家並不完全友好，雖然蔣介石肯定資本主義在中國發展作用，並有時會對他們偏坦，但亦認為資本財團泛濫是𣎴利國家，甚至是日後1949年敗退的原因，因此蔣介石對中國的資本家偶然進行打擊，如時常籍戰爭為名要求資本家獻金，多次批評孔宋家族「禍國」，甚至於1947年展開一埸針對上海商人的打虎行動，不過以失敗告終。
蔣介石延續了孫中山的反資本主義思想，更多擁護三民主義和儒家的「大同」思想，加上年輕時亦頗受社會主義思想影響，因此其經濟思想其實也含有一些社會主義成份，但並非馬克思主義，如在台灣設立大量國企，把某些產業國有化，大力扶持本土企業，並推行溫和版的土地改革，甚至一度想把國民黨改成中国劳动国民党，可見蔣介石經濟上其實是一個中間偏左左派的儒家分子，其一直偏向支持政府一定程度干涉經濟經濟，類似凱恩斯經濟，對經濟過度過度自由化甚至一度表示憂慮，儘管後來也逐步推行台灣經濟自由化，但儘其一生也支持政府干預經濟，這也顯然有社會主義影子。
陶涵指出，蔣的混合革命民族主義意識形態受到法國共和運動和儒家思想的啟發。他將蔣描述為“左傾的儒家雅各賓主義者”。

## 评价
周恩来在《论中国的法西斯主义——新专制主义》（一九四三年八月十六日）中写道：
从蒋介石这一切思想体系中，我们只能看出中国法西斯主义，决看不出孙中山的革命的三民主义。孙中山的思想中的唯心观点、消极因素，被蒋介石拿来发展成为他今天的思想体系；但孙中山的思想中还有某些合理的因素，更多的革命观点，尤其在他晚年接近了共产党，采取了俄国革命的某些办法后，他的三民主义便成为革命的三民主义了。而蒋介石主义，却是另一套东西，只能成其为中国的法西斯主义。

### 其他相似的人物思想
- 李承晚一民主義（英语：Ilminism）
- 朴正熙十月維新
- 凱末爾主義
- 佛朗哥主義
- 庇隆主义
- 梅塔克萨斯主义（英语：Metaxism）
- 熱圖利奧主義（英语：Vargas Era）
- 李光耀的政治立場（英语：Political positions of Lee Kuan Yew）